# ×Agroelymus dorei
Agroelymus dorei là một loài thực vật có hoa trong họ Hòa thảo. Loài này được Bowden mô tả khoa học đầu tiên năm 1967.